# Eragrostis glischra
Eragrostis glischra är en gräsart som beskrevs av Georg Oskar Edmund Launert. Eragrostis glischra ingår i släktet kärleksgrässläktet, och familjen gräs.
Artens utbredningsområde är Zimbabwe. Inga underarter finns listade i Catalogue of Life.